# Men in Trees : Leçons de séduction
Pour les articles homonymes, voir Leçon de séduction.
Men in Trees : Leçons de séduction ou Une fille en Alaska en Belgique (Men in Trees) est une série télévisée américaine en 36 épisodes de 42 minutes, créée par Jenny Bicks (en) et diffusée entre le 16 septembre 2006 et le 11 juin 2008 sur le réseau ABC et sur Citytv au Canada.
En Belgique, la série a été diffusée à partir de novembre 2007 sur RTL-TVi, au Québec à partir du 31 mars 2008 sur TQS et en France sur France 4.

## Synopsis
Marin Frist, new yorkaise, est une célèbre coach en relations amoureuses et a tout pour être heureuse : son troisième livre vient de sortir et promet d'être un succès, et elle est fiancée à Graham, un homme séduisant et qui a réussi. Mais alors qu'elle est dans l'avion qui la transporte vers Elmo, petite ville (imaginaire) de l'Alaska, où elle doit tenir une conférence, elle apprend que son fiancé la trompe. 
Marin décide alors de rester quelques mois à Elmo, le temps d'écrire un livre sur les hommes. Elle aura ainsi le temps de faire connaissance avec la population bigarrée et un brin farfelue de cette petite ville... au point de ne pas la quitter ?

## Distribution
- Anne Heche (V. F. : Virginie Ledieu) : Marin Frist
- Derek Richardson (V. F. : Taric Mehani) : Patrick Bachelor
- Emily Bergl (V. F. : Valérie Nosrée) : Annie O'Donnell
- Suleka Mathew (V. F. : Ivana Coppola) : Sara Johnson
- Seana Kofoed (en) (V. F. : Marie-Martine) : Jane
- Abraham Benrubi (V. F. : Bruno Carna) : Ben Jackson
- Sarah Strange (V. F. : Anne Dolan) : Theresa Jackson
- James Tupper (V. F. : Cyrille Monge) : Jack Slattery
- John Amos (V. F. : Jean-Claude Sachot) : Buzz Washington
- Lauren Tom (V. F. : Patricia Legrand) : Mai Washington
- Cynthia Stevenson (V. F. : Marie-Frédérique Habert) : Celia Bachelor
- Justine Bateman : Lynn Barstow
- Ty Olsson (V. F. : Guillaume Orsat) : Sam

## Production
Le 8 novembre 2006, la série a reçu une commande pour une saison complète de 22 épisodes.
Après la diffusion du 17e épisode, la série prend une pause afin de diffuser les quatre premiers épisodes de la série October Road dans sa case horaire, avec un retour pour le 12 avril 2007, mais il a été décidé de renouveler la série pour une deuxième saison et de diffuser les cinq épisodes restants à l'automne, les vendredis soirs.
À la suite du déclenchement de la Grève de la Writers Guild of America de 2007, seulement 14 épisodes ont été produits pour la deuxième saison. Le 4 mai 2008, la série a été officiellement annulée.

## Épisodes

### Première saison (2006-2007)
1. Des hommes dans les arbres (Pilot)
2. La panne de courant (Power Shift)
3. La vente aux enchères (For What It's Worth...)
4. Le festival de la nouvelle lune (Sink or Swim)
5. Grosse chaleur (Talk for Tat)
6. Un caribou dans le bar (The Caribou in The Room)
7. Le nouveau bébé (Ladies Frist)
8. Le système du binôme (The Buddy System)
9. L'essence de l'homme (The Menaissance)
10. Retour mouvementé (New York Fiction [1/2])
11. Problèmes de liaison (New York Fiction [2/2])
12. La nuit la plus longue (The Darkest Day)
13. Rattrapé par le passé (History Lessons)
14. Chauve qui peut (Bed, Bat & Beyond)
15. Comporte-toi en homme (Take It Like a Man)
16. Pas de pitié pour les gentilles (Nice Girls Finish First)
17. Une proposition indécente (The Indecent Proposal)

### Seconde saison (2007-2008)
1. Pierres qui roulent (A Tree Goes In Elmo)
2. Réactions chimiques (Chemical Reactions)
3. Briser la glace (No Man Is An Iceland)
4. De quel bois je me chauffe ! (I Would If I Could)
5. La fille qui criait au loup (The Girl Who Cried Wolf)
6. Tir groupé (Nice Day For A Dry Wedding)
7. Contre vents et marées (Sea Change)
8. Patience et longueur de temps (Sweatering It Out)
9. Cash pour cash (Charity Case)
10. Sonates en trois mouvements (Sonata In Three Parts)
11. Carpe Diem (Home, Seized Home)
12. Lire entre les lignes (Read Between the Minds)
13. Une histoire de greffe (A Tale of Two Kidneys)
14. Le film de ma vie (Get a Life)
15. Envie d'ailleurs (Wonder/Lust)
16. Baiser volé (Kiss and Don't Tell)
17. Au pied ... du mur (New Dogs, Old Tricks)
18. Surprise ! (Surprise, Surprise)
19. Amour, séduction et compromis (Taking the Lead)